# یانوس گرین بی
یانوس گرین بی (به انگلیسی: Janus Green B) با فرمول شیمیایی C۳۰H۳۱ClN۶ یک ترکیب شیمیایی با شناسه پاب‌کم ۷۶۱۲۳ است. که جرم مولی آن ۵۱۱٫۰۶ g/mol می‌باشد. 